# Улица Реймерса
Улица Ре́ймерса (латыш. Reimersa iela) — улица в исторической части города Риги, в Центральном районе. Пролегает в северо-восточном направлении, соединяя бульвары Райня и Калпака; с другими улицами не пересекается. Длина улицы Реймерса составляет 98 метров.
В створе улицы с двух сторон расположены, соответственно, парки Бастионная горка и Эспланада.
На всём протяжении улица Реймерса асфальтирована, движение одностороннее (в направлении бульвара Калпака). Ширина проезжей части — 8 метров, по обеим сторонам устроены тротуары. В 2010 году выделена велодорожка, являющаяся частью веломаршрута до Берги.
Общественный транспорт по улице не курсирует, однако имеется контактная сеть троллейбуса.

## История
Улица проложена вдоль одной из границ земельного участка, на котором в 1861—1864 годах была построена первая в городе глазная клиника. Средства на её строительство завещала Вильгельмина Реймерс — вдова рижского городского головы Р. К. Реймерса, купца первой гильдии и почётного гражданина города. После открытия клиника получила имя благотворительницы, а впоследствии название в честь семьи Реймерс перешло и на прилегающую улицу. Впервые улица Реймерса (рус. Реймерская улица, нем. Reimerstrasse) упоминается в городских адресных книгах 1880—1883 годов.
В годы немецкой оккупации (1942—1944) улица была переименована в честь генерал-фельдмаршала Хельмута Карла Бернхарда фон Мольтке, считающегося одним из основателей Германской империи. В 1950 году была названа улицей Комунару — это же название в советские годы носили расположенные рядом парк Эспланада и бульвар Калпака. В 1988 году переименована в улицу Рудольфа Эндрупа, а в 1994 было восстановлено первоначальное название.

## Застройка
К нечётной стороне улицы Реймерса, помимо вышеупомянутого здания бывшей глазной клиники (бульвар Райня, 7, архитектор Генрих Шель, памятник архитектуры), выходит здание гостиницы Radisson Blu Ridzene (1984, архитекторы Валерий Кадирков, Юрис Гертманис и Зане Калинка). Это единственное здание с адресом по ул. Реймерса (№ 1); построено в стиле модернизма как гостиница «Ридзене» Управления делами Совета Министров Латвийской ССР, изначально рассчитанная на 82 места.
По чётной стороне улицы расположено два угловых здания, относящиеся к смежным улицам: бульвар Райня, 6 — бывший доходный дом Г. Эмке (1881—1882, архитектор Карл Гейнрих Эмке) и бульвар Калпака, 6 — бывший доходный дом Керковиуса (1881, архитектор Я.-Ф. Бауманис, памятник архитектуры).

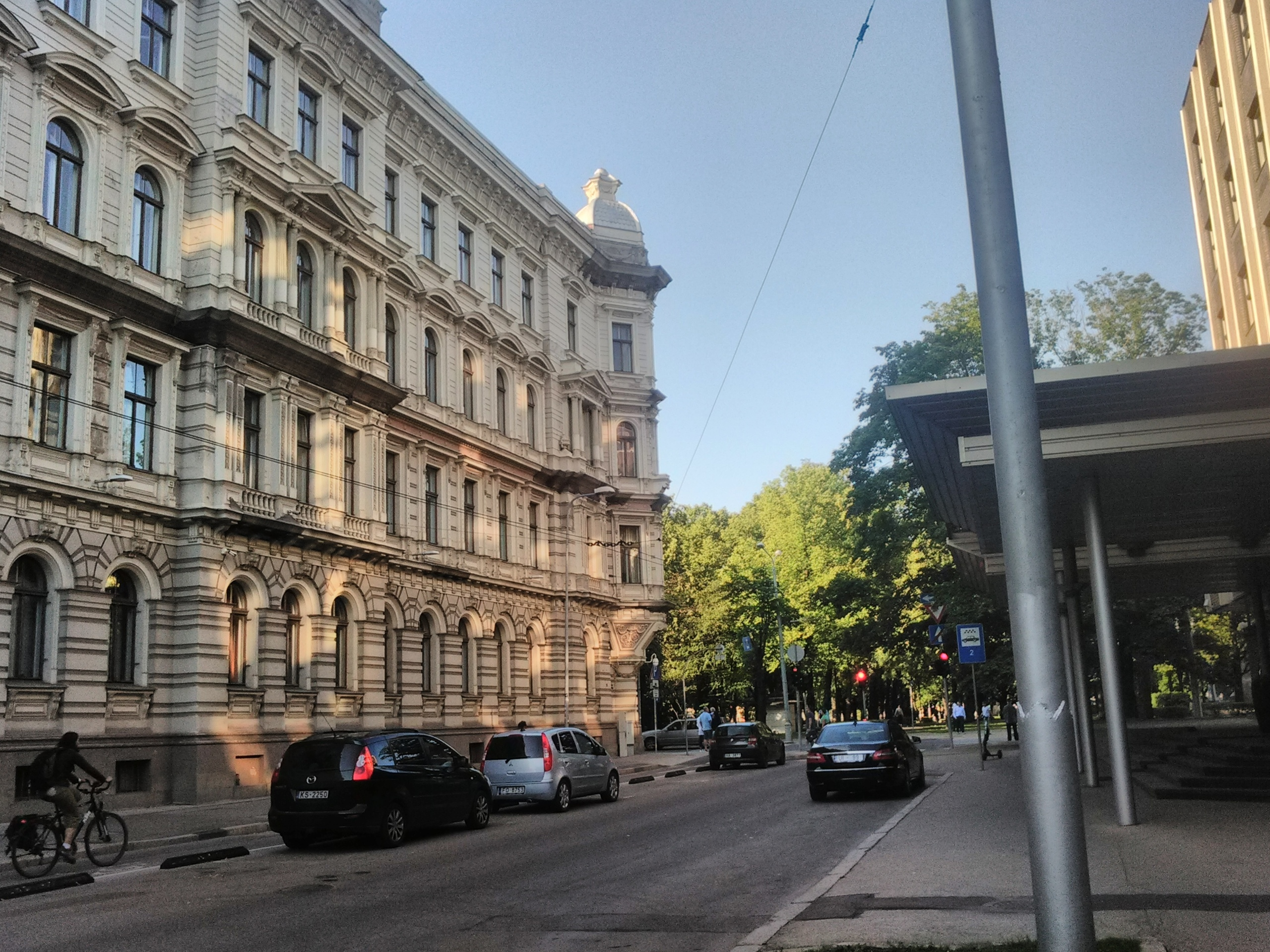
Вид на парк Эспланада
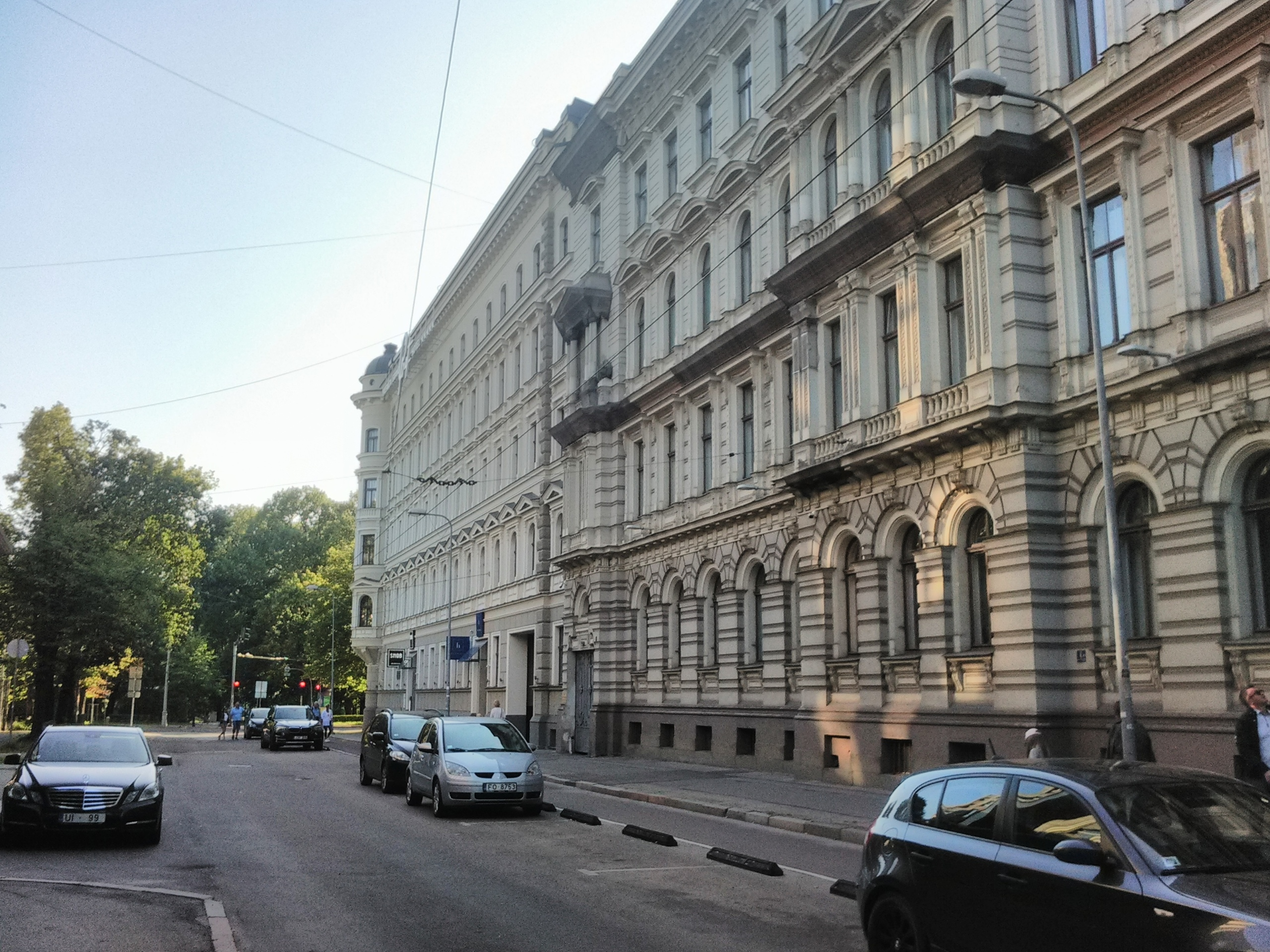
Вид в сторону Бастионной горки
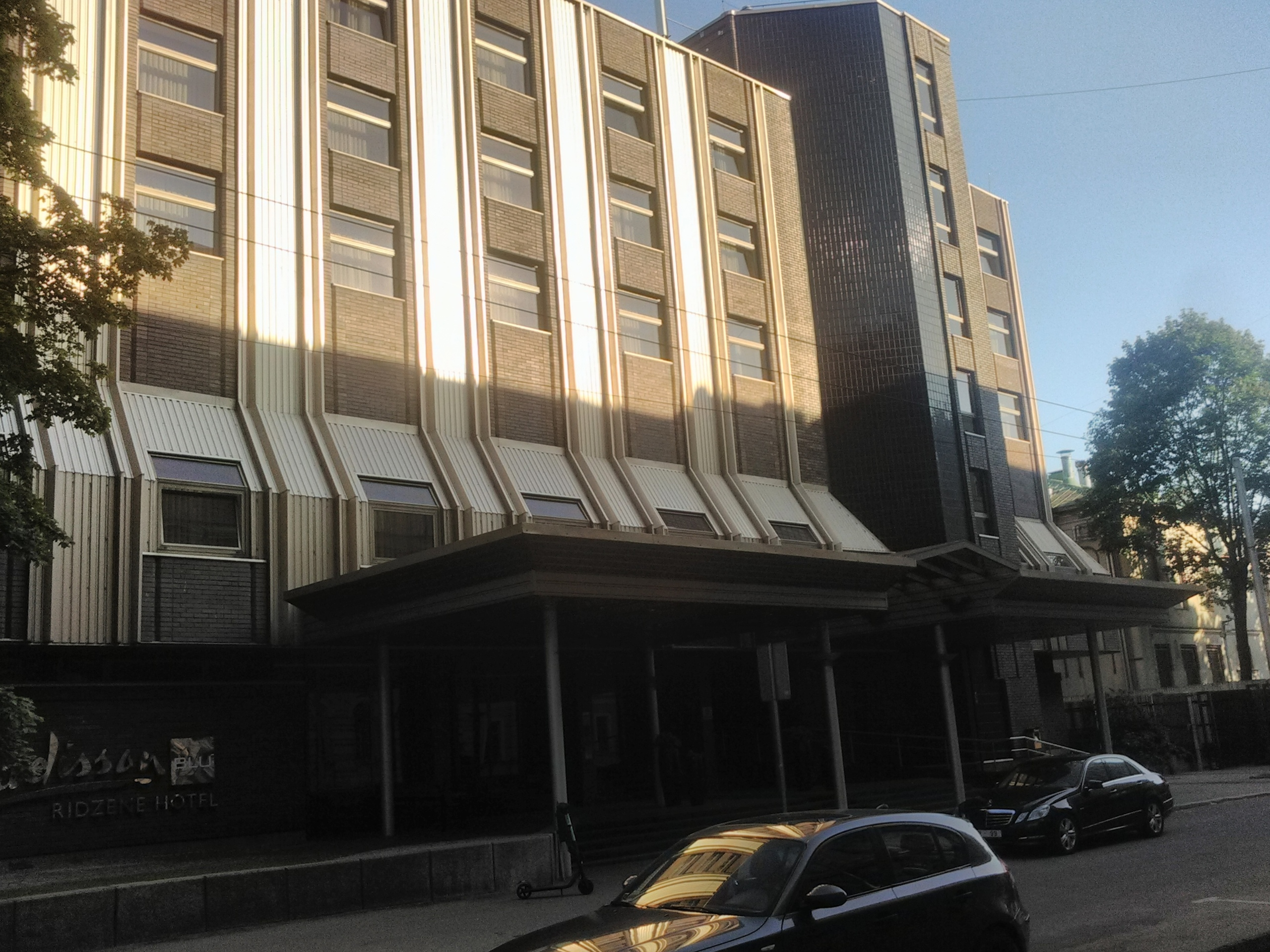
Гостиница «Ридзене»